# Галімський Владислав Михайлович
Владислав Михайлович Галімський (27 червня 1860, Київ — 9 лютого 1940, Бидгощ) — українсько-польський живописець, пейзажист, педагог. Класний художник пейзажного живопису 1-го ступеня (1888). Академік живопису (1893).

## Біографія
Народився 27 червня 1860 року в Києві у сім'ї колезького секретаря Михайла Галімського.
Початкову освіту здобув в Київській гімназії та Київському реальному училищі. Одночасно вивчав живопис у художній школі Миколи Мурашка. У 1878—1888 роках навчався в Петербурзькій академії мистецтв.
У 1888 році повертається до Києва, де засновує школу живопису та скульптури на Львівській вулиці, 14. У Києві входить до складу художнього об'єднання південно-руських художників, яке було започатковане Віктором Васнєцовим. Художник брав участь у виставках товариства та у академічних виставках у 1887, 1889, 1891 рр., в Петербурзькій академії мистецтв у 1898 та 1903 рр., Київського товариства підтримки мистецтв у 1890-х рр., Київського товариства художніх виставок, Київського товариства художників, Товариства підтримки художників у Варшаві. 
Художник побував у Африці, на Близькому Сході, на Кавказі, в Сибіру та Західній Європі, побував у США, де у 1893 році, брав участь у художній виставці в Чикаго.
Одним із перших почав влаштовувати у Києві демонстрації «оптичних рухливих картин»: перший показ відбувся 4 березня 1896 року. У грудні 1908 року був членом журі ІІ Міжнародної фотовиставки у Києві, яку організувало Київське товариство фотографів-аматорів «Дагер».
У 1921 році він переїжджає до Кременця, де у 1924—1932 рр. працював у Кременецькому ліцеї.

## Твори
- «Ніч» (1884),
- «Полудень в Малоросії» (1886),
- «Вид з околиць Києва» (1887),
- «Вид водяного млина» (1887),
- «У лісі» (1888),
- «Ранок у лісі» (1891),
- «Бабине літо» (1898),
- «Нічний пейзаж»,
- «Щекавицький цвинтар» (1913).[4]
- «Дощь у степу» (1928)[5]
- Портрет Юзефи Ліпковської[6]
- Твори художника зберігаються у колекціях Музею українського образотворчого мистецтва у Києві, Полтавському художньому музеї, Кременецькому краєзнавчому музеї[7], Державному російському музеї, зібранні (колекції) образотворчого мистецтва Градобанку (Київ).

## Нагороди та відзнаки
- 1882 — друга срібна медаль,
- 1884 — дві других срібні медалі,
- 1885 — перша срібна медаль,
- 1886 — перша та друга срібна медалі,
- 1887 — мала золота медаль.